# Asuel

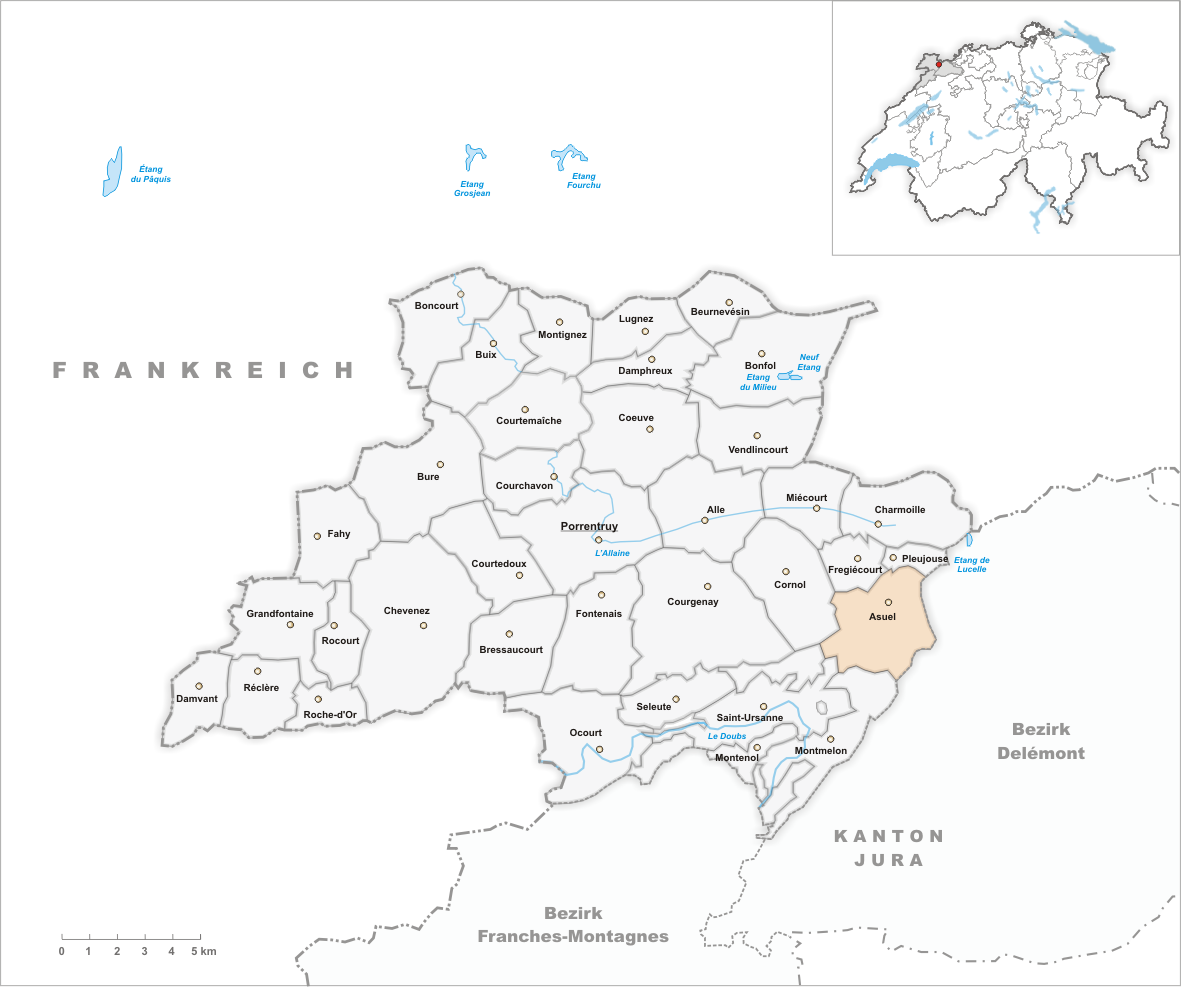
Gemeindestand vor der Fusion am 1. Januar 2009

Asuel (frz. [azɥɛl], im einheimischen Dialekt [ezˈɥe]; dt. Hasenburg) ist ein Dorf und eine ehemalige politische Gemeinde im Distrikt Porrentruy  des Kantons Jura in der Schweiz.

## Geographie
Asuel liegt auf 569 m ü. M., 11 km östlich des Bezirkshauptorts Porrentruy (Luftlinie). Das ehemalige Strassenzeilendorf erstreckt sich in einem Talkessel sowie in der südlich angrenzenden Engstelle des Asuel-Bachs, in der Baroche, dem östlichen Teil der Ajoie (deutsch Elsgau) im Jura.
Die Fläche des 10,1 km² grossen ehemaligen Gemeindegebiets umfasst im nördlichen Teil das Quellgebiet des Asuel-Bachs, das im Westen vom Chaumont (753 m ü. M.), im Osten von den Höhen Grande Roche (851 m ü. M.), Le Gyps (880 m ü. M.) und Les Ordons umgeben ist. Am Hang von Les Ordons wird mit 940 m ü. M. der höchste Punkt der Gemeinde erreicht. Nach Süden reicht das Gemeindegebiet über den Kamm der Les-Rangiers-Kette mit den Höhen von Montgremay (939 m ü. M.) und Roche au Vilain (850 m ü. M.) bis ins Tal des Doubs. Über den Pass von Les Rangiers, der einen wichtigen Übergang von der Kantonshauptstadt Delémont nach Porrentruy bildet, verläuft die Wasserscheide zwischen den Einzugsgebieten von Rhein und Rhone. Von der Gemeindefläche entfielen 1997 5 % auf Siedlungen, 51 % auf Wald und Gehölze und 44 % auf Landwirtschaft.
Zu Asuel gehören die Weiler La Malcôte (661 m ü. M.) und Les Rangiers (856 m ü. M.) an der Passstrasse von Les Rangiers, La Caquerelle (830 m ü. M.) auf dem Kamm der Mont-Russelin-Kette sowie zahlreiche Einzelhöfe. Nachbargemeinden von Asuel waren Pleujouse, Fregiécourt, Cornol, Montmelon, Saint-Ursanne, Boécourt und Bourrignon.

## Bevölkerung
Mit 186 Einwohnern (Ende 2007) gehörte Asuel zu den kleinen Gemeinden des Kantons Jura. Von den Bewohnern sind 90,7 % französischsprachig, 7,9 % deutschsprachig und 1,4 % italienischsprachig (Stand 2000). Seit 1870 (damals 462 Einwohner) hat sich die Bevölkerungszahl von Asuel halbiert.

## Wirtschaft
Asuel ist noch landwirtschaftlich geprägt. Ausserhalb des landwirtschaftlichen Sektors gibt es Arbeitsplätze im lokalen Kleingewerbe. Viele Erwerbstätige (mehr als 50 %) sind aber Wegpendler und arbeiten vor allem in der Region Porrentruy. Am Südhang des Chaumont befindet sich ein grosser Steinbruch.

## Verkehr
Asuel liegt abseits der grösseren Durchgangsstrassen, ist aber durch eine Kantonsstrasse entweder vom Les-Rangiers-Pass oder von der Ajoie aus gut zu erreichen. Durch eine Buslinie, die von Porrentruy nach Asuel verkehrt, ist das Dorf an den öffentlichen Verkehr angebunden.

## Geschichte

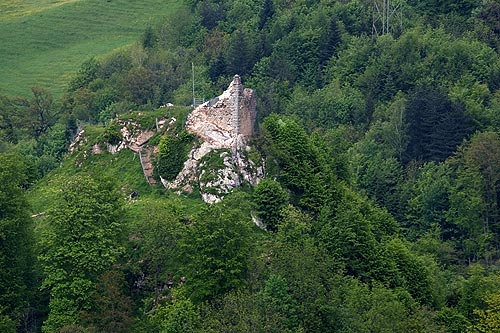
Burgruine bei Asuel

Seine erste Erwähnung findet das Dorf 1136 als Asuel. Die Gemeinde gehörte zur Herrschaft Asuel, deren Schloss Hasenburg seit dem 11. Jahrhundert auf einem isolierten Felshügel stand, der das Dorf um 100 Meter überragt. 1374 wurde die Hasenburg auf Befehl des Fürstbischofs von Basel zerstört, später aber wieder aufgebaut. Das Geschlecht der Herren von Asuel erlosch um 1480. Asuel unterstand vom 16. bis zum 18. Jahrhundert dem Meieramt Alle. Von 1793 bis 1815 gehörte Asuel zu Frankreich und war anfangs Teil des Département du Mont-Terrible, ab 1800 mit dem Département Haut-Rhin verbunden. Durch den Entscheid des Wiener Kongresses kam der Ort 1815 an den Kanton Bern und am 1. Januar 1979 an den neu gegründeten Kanton Jura. Die Gemeinde wurde mit Wirkung auf den 1. Januar 2009 mit Charmoille, Fregiécourt, Miécourt und Pleujouse zur neuen Gemeinde La Baroche vereinigt.

### Geschlecht Hasenburg
Die Freiherren von Hasenburg hatten ihren Stammsitz in Asuel. Ein Nachkomme aus dem Geschlecht Hasenburg ist Adrian von Bubenberg. Dieser war in der Schlacht bei Murten Kommandant gegen die Burgunder (1476).
Der Stammbaum ab Hans Ulrich Hasenburg:
Junker Hans Ulrich von Hasenburg, † 9. Juli 1386 Schlacht bei Sempach; ⚭
Gräfin Verena von Thierstein, † um 1417.
│
Junker Hans von Rosenegg; ⚭
Johanna von Hasenburg.
│
Ritter Heinrich von Bubenberg, † um 1464; ⚭ um 1420
Anna von Rosenegg, † 1482.
│
Ritter Adrian I. von Bubenberg, * um 1434, † August 1479; ⚭
Gräfin Jakobea von Aarberg, † 1470.

## Sehenswürdigkeiten
Die Pfarrkirche Saint-Etienne wurde 1839 erbaut, womit Asuel, das vorher zur Pfarrei Charmoille gehörte, kirchlich unabhängig wurde. Von der Hasenburg, die im 11. Jahrhundert von den Freiherren von Hasenburg errichtet und im 16. Jahrhundert aufgegeben wurde, ist heute noch die Ruine zu sehen. Auf der Höhe von La Caquerelle steht eine Kapelle.
In der Nähe der Passhöhe von Les Rangiers stand ab 1924 das Soldatendenkmal Sentinelle des Rangiers; es wurde 1989 zerstört.

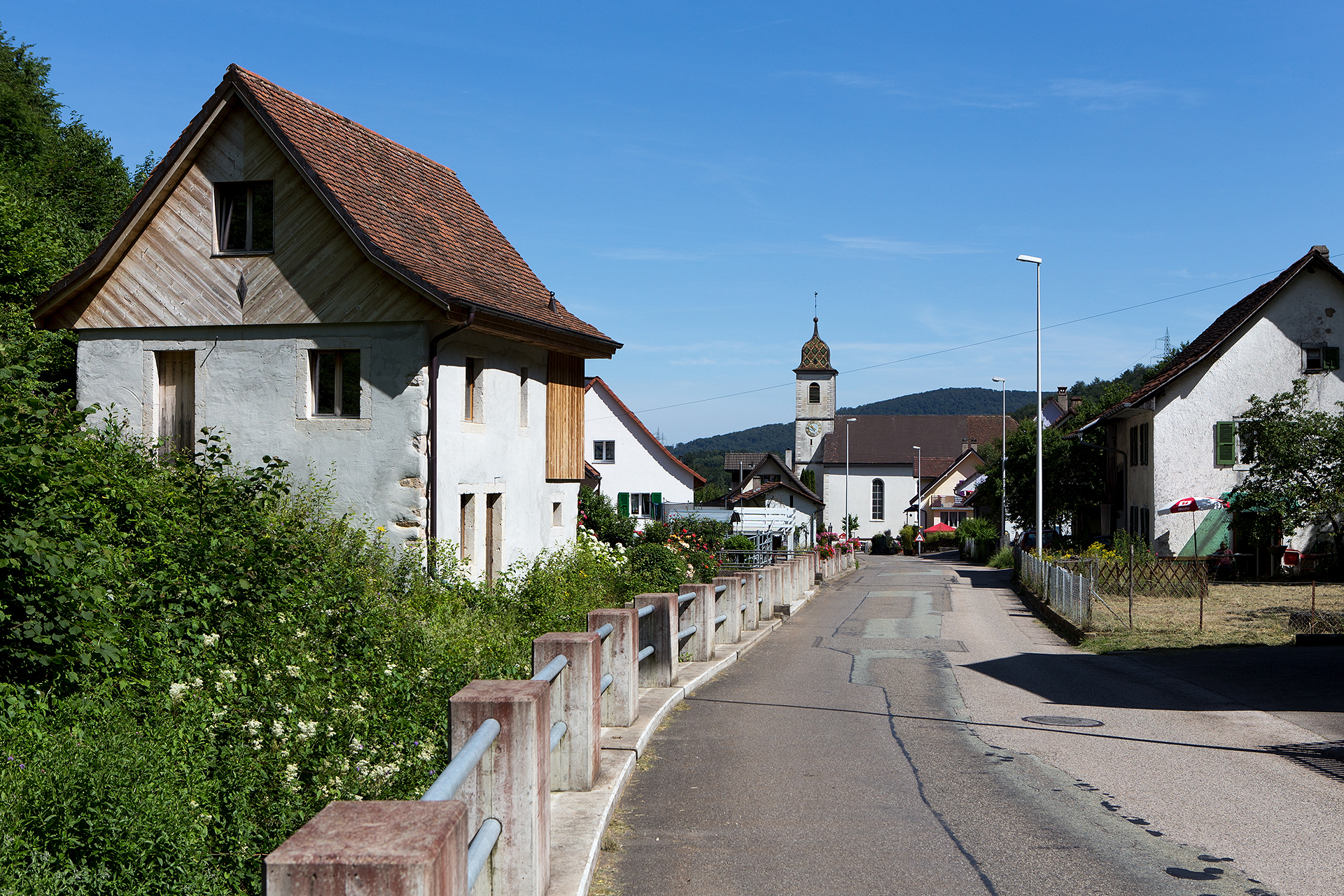
"Dorfstrasse" Sous-le-Château
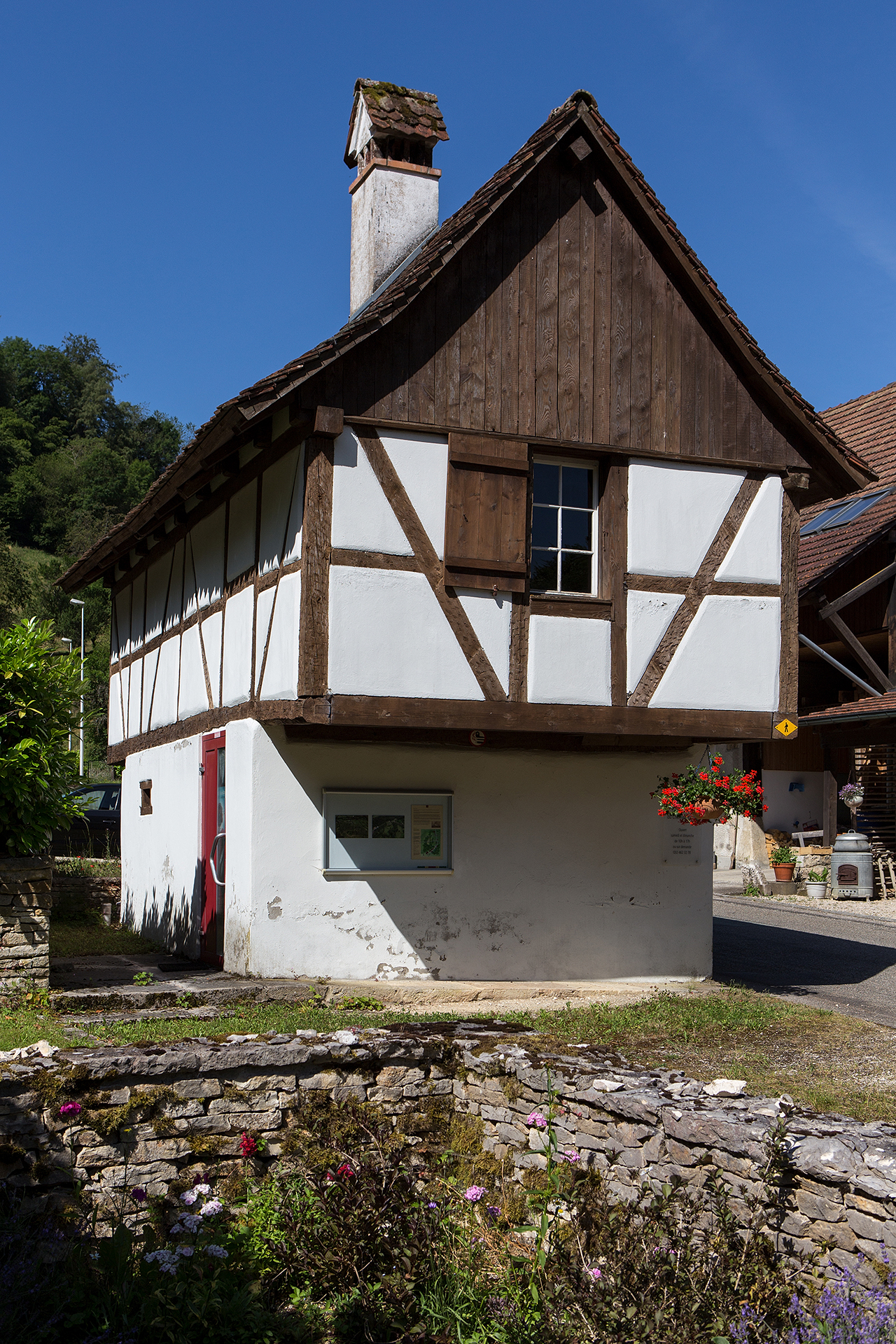
Museum
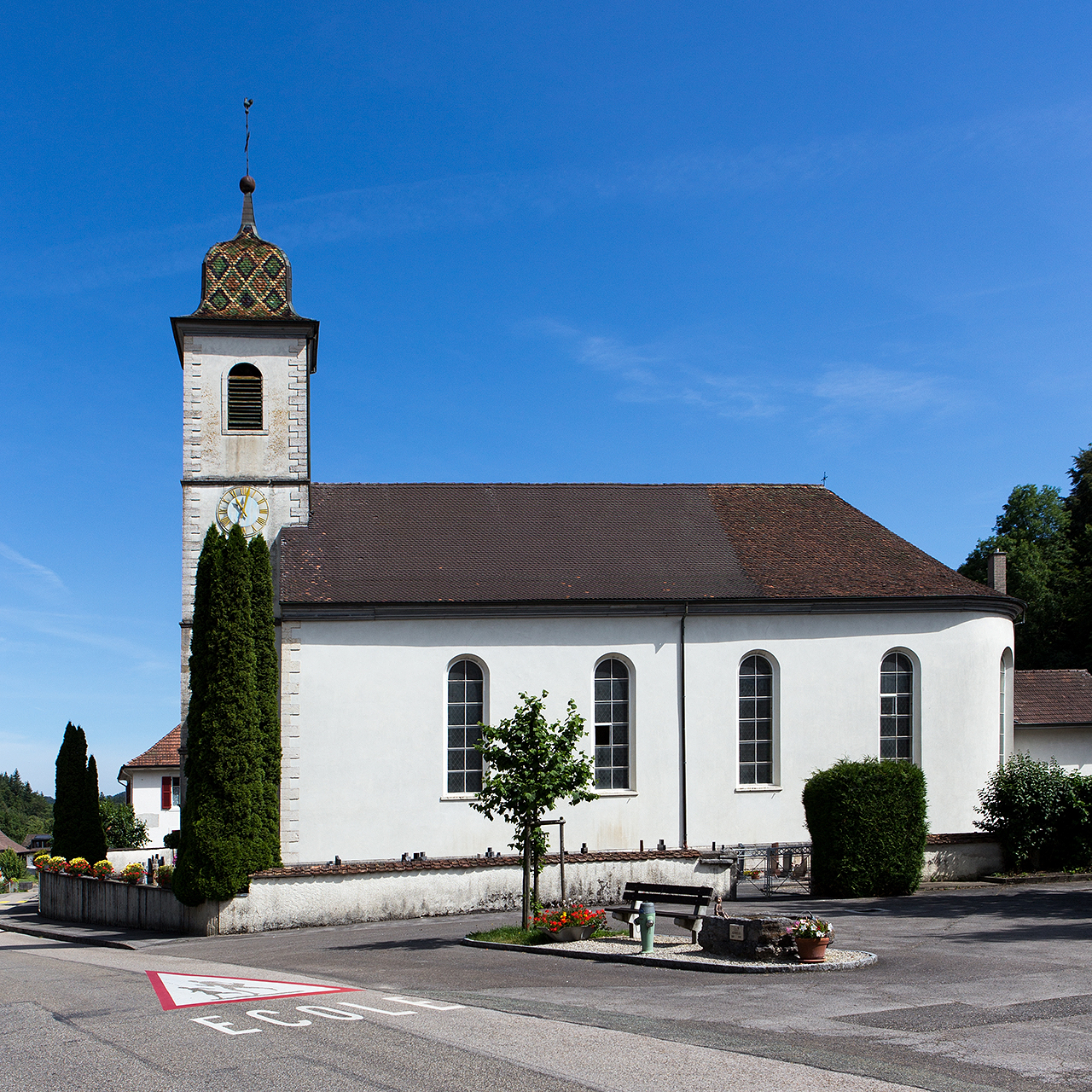
Kirche
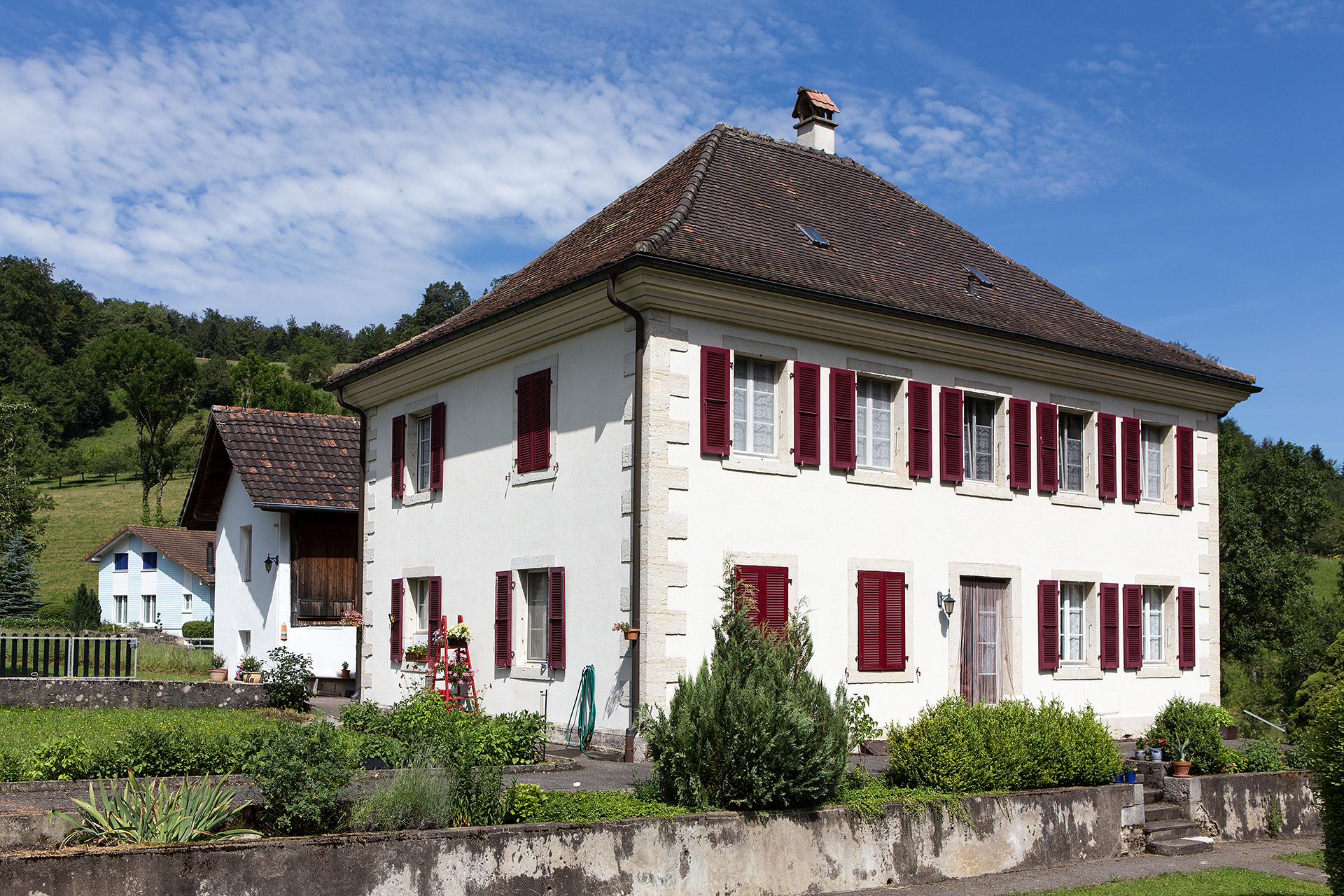
Ehemaliges Pfarrhaus
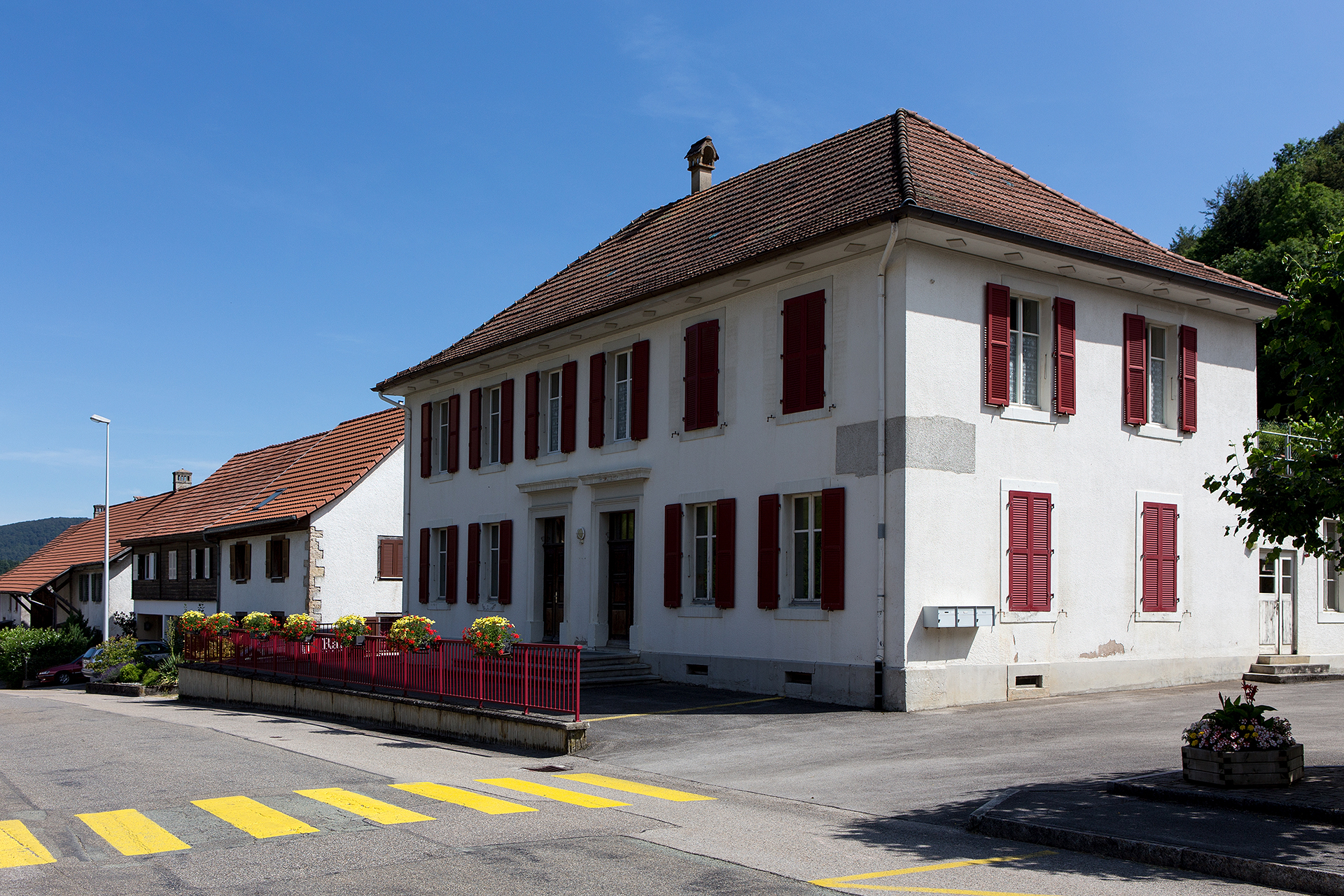
Primarschulhaus
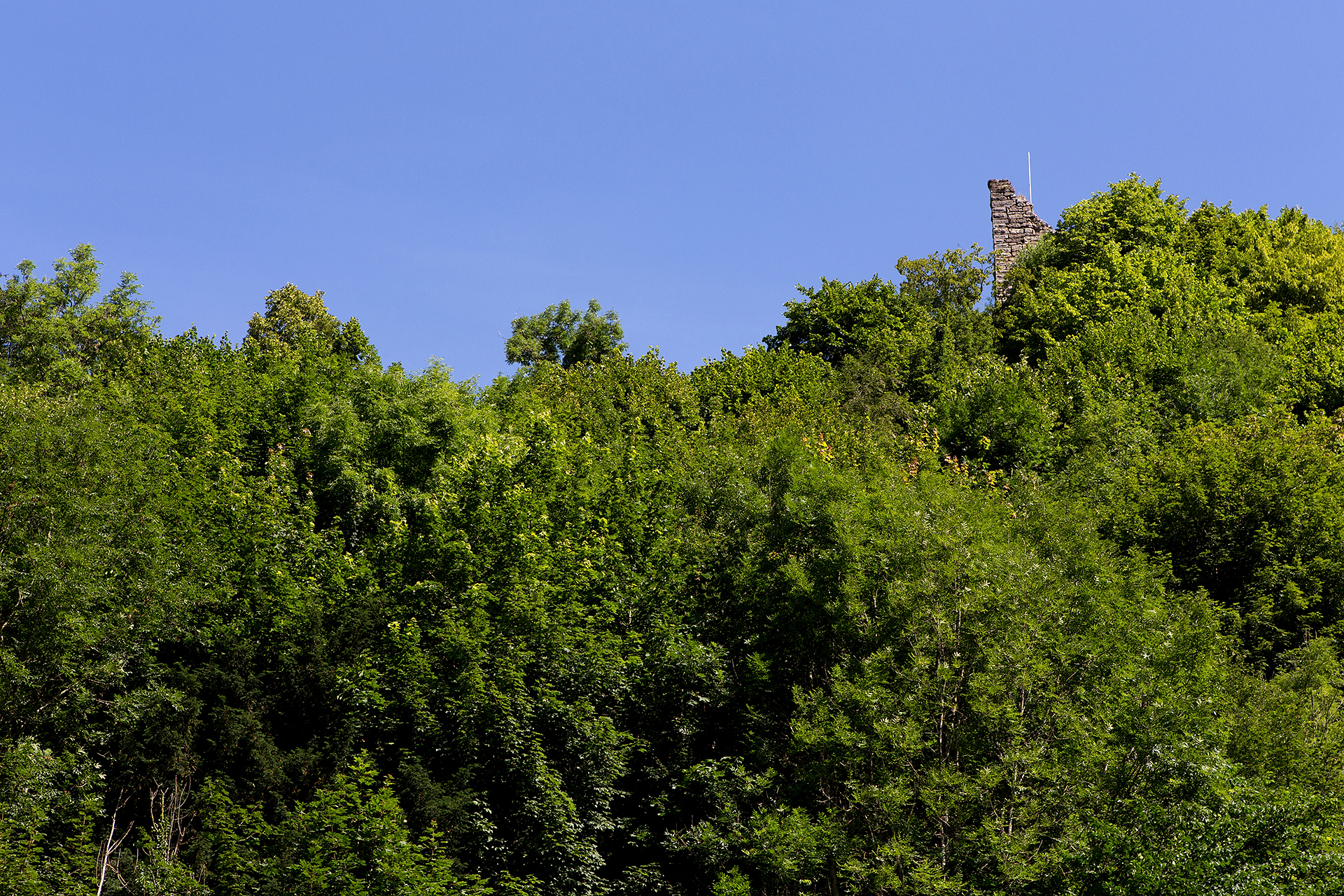
Schloss

## Persönlichkeiten
- Fernand Corbat (1925–2010), Journalist und Politiker